# Cathédrale Saint-Siméon et Sainte-Anne de Tallinn
La cathédrale Saint-Syméon et Sainte-Anne de Tallinn (estonien : Tallinna Püha Siimeoni ja Naisprohvet Hanna kirik) est une église orthodoxe située dans le quartier Sadama de Tallinn en Estonie.

## Histoire
La construction de l'église sur le site a commencé en 1752, et l'église a été consacrée en 1755.
Elle fut rénovée et agrandie dans les années 1870.
Le bâtiment historique en bois a été endommagé pendant l'ère soviétique antireligieuse, mais a été entièrement restauré aujourd'hui. Le prêtre Meletios Ulm a participé à la restauration de l'église. En 1963, la congrégation est fermée et le bâtiment abrite une salle de sport.
Au même moment, le clocher de l'église est démoli.
En 1987, le bâtiment de l'église a été transféré à la communauté pentecôtiste et en 1999, il a été inscrit au registre des monuments architecturaux.
Le 11 juillet 2001, l'édifice a été restitué à l'Église orthodoxe et depuis lors, elle est utilisée par une congrégation de l’Église orthodoxe d'Estonie (EAOK).
De 2001 à 2005, l'édifice a été entièrement restauré selon les plans de l'architecte estonien Villu Rohtla,,.
L'église est dédiée aux saints Syméon et Anne la prophétesse, deux figures du Nouveau Testament qui apparaissent dans l'Évangile de Luc.

## Architecture
L'église est de style historiciste.
L'édifice est classé parmi les monuments architectural d'Estonie.

## Galerie

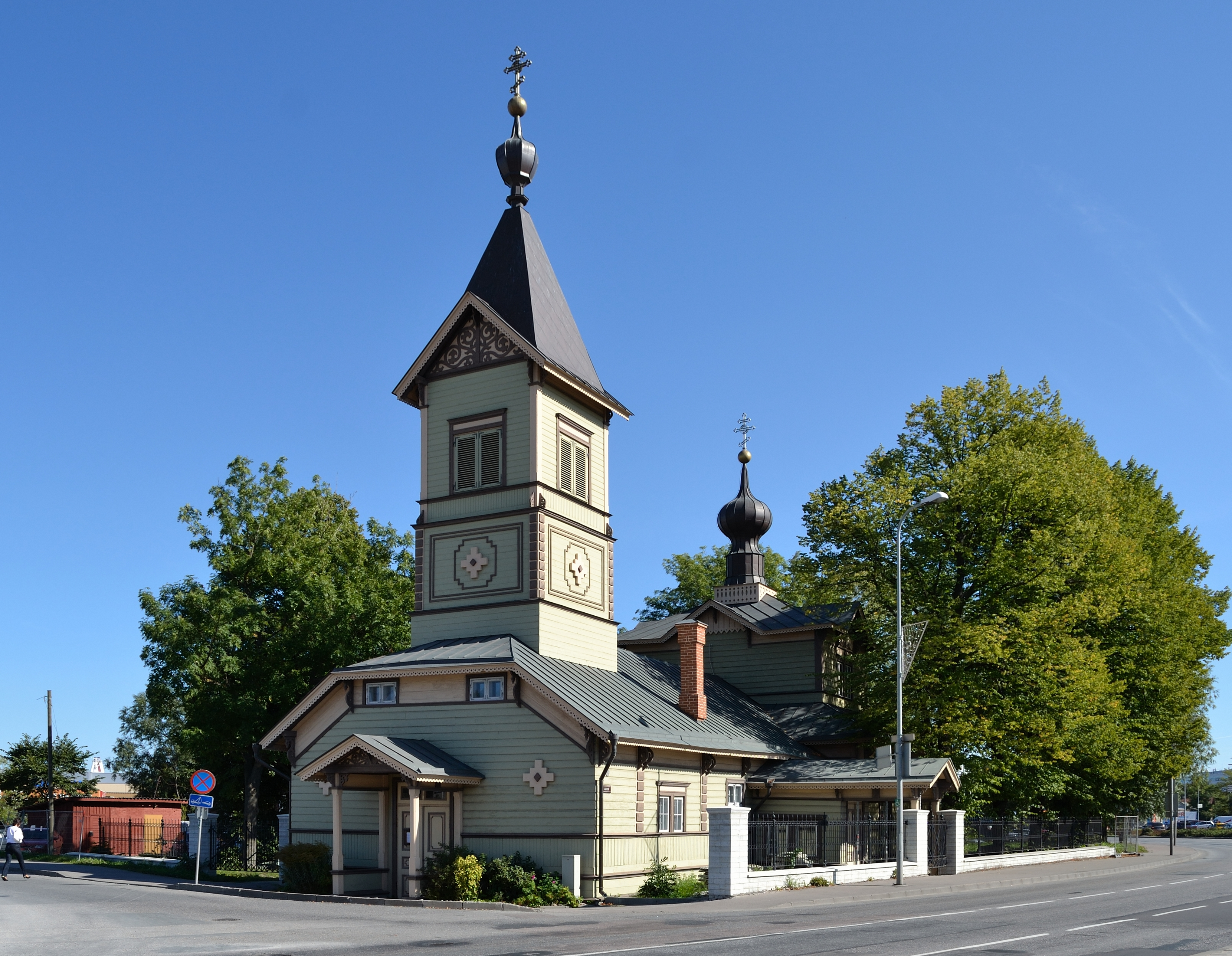
Vue extérieure.
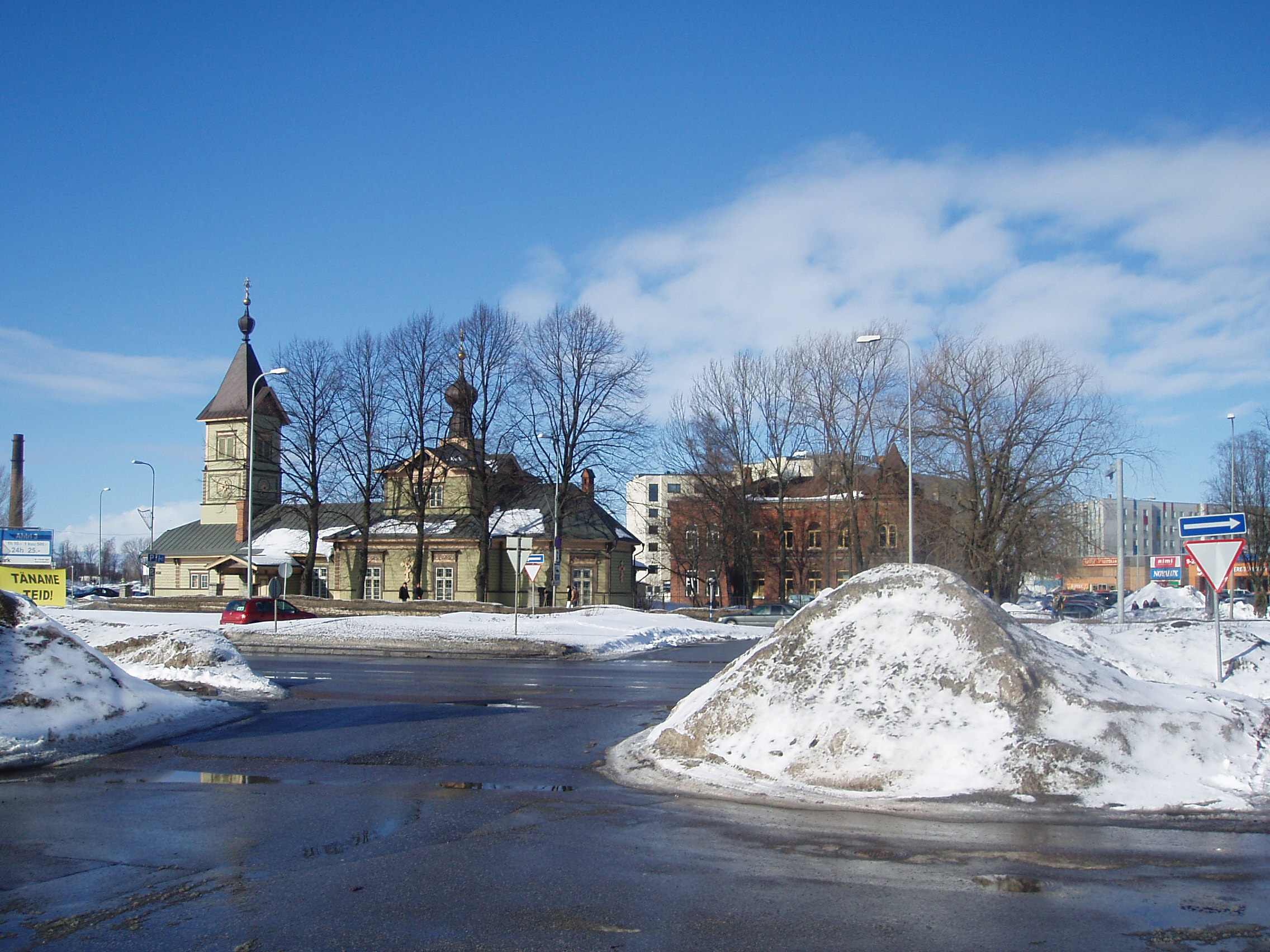
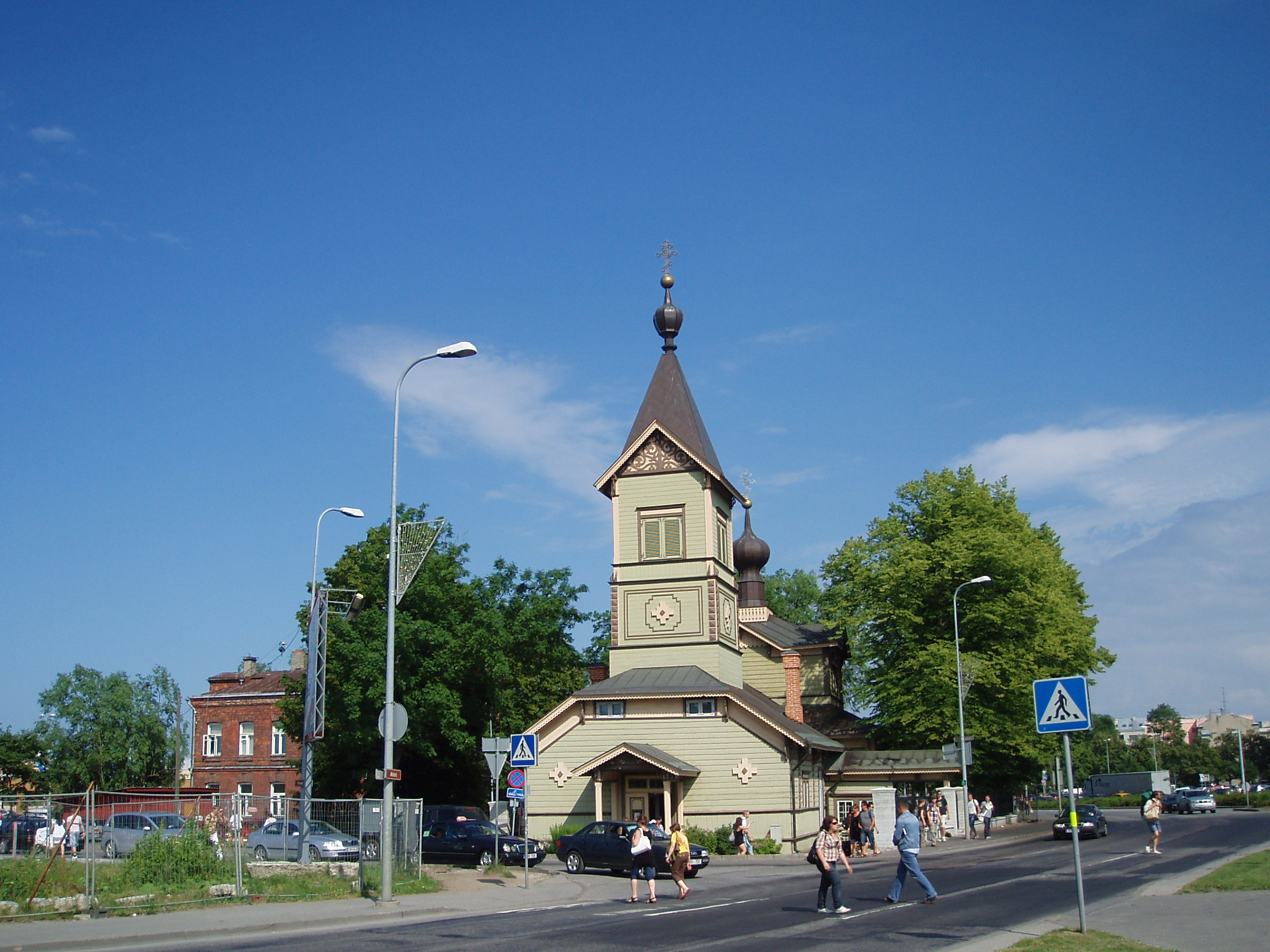

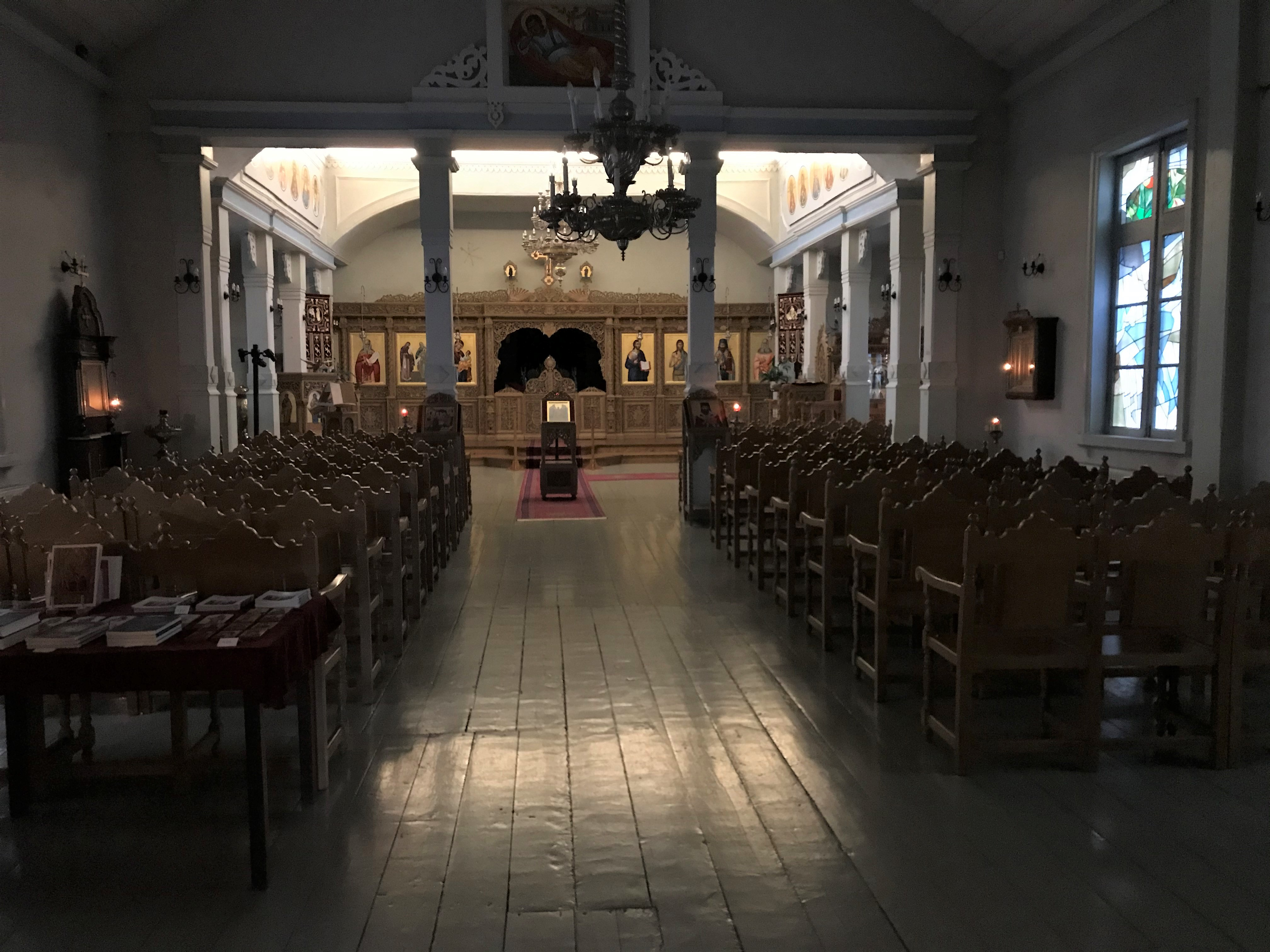
Vue intérieure.
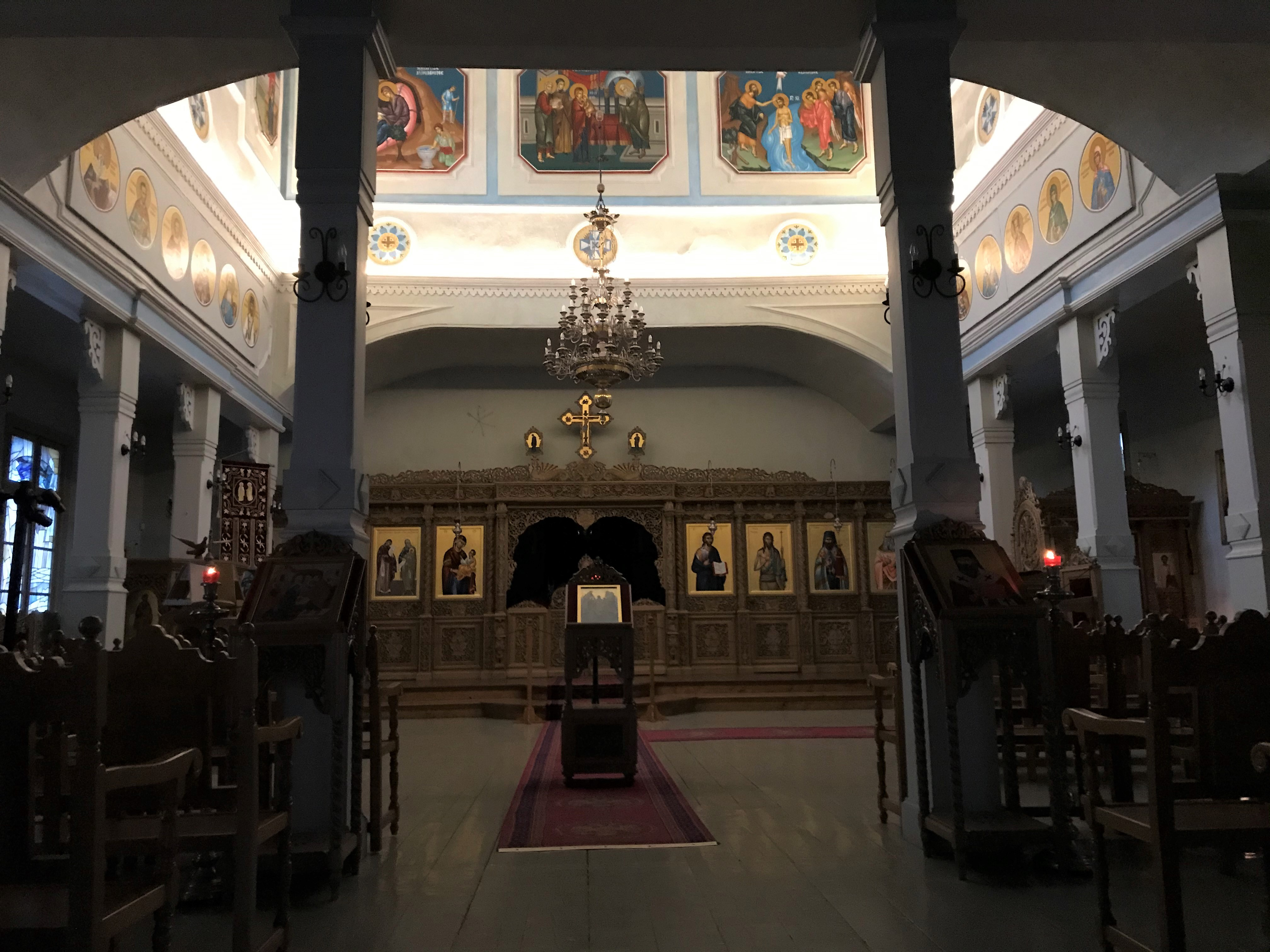
Vue intérieure.
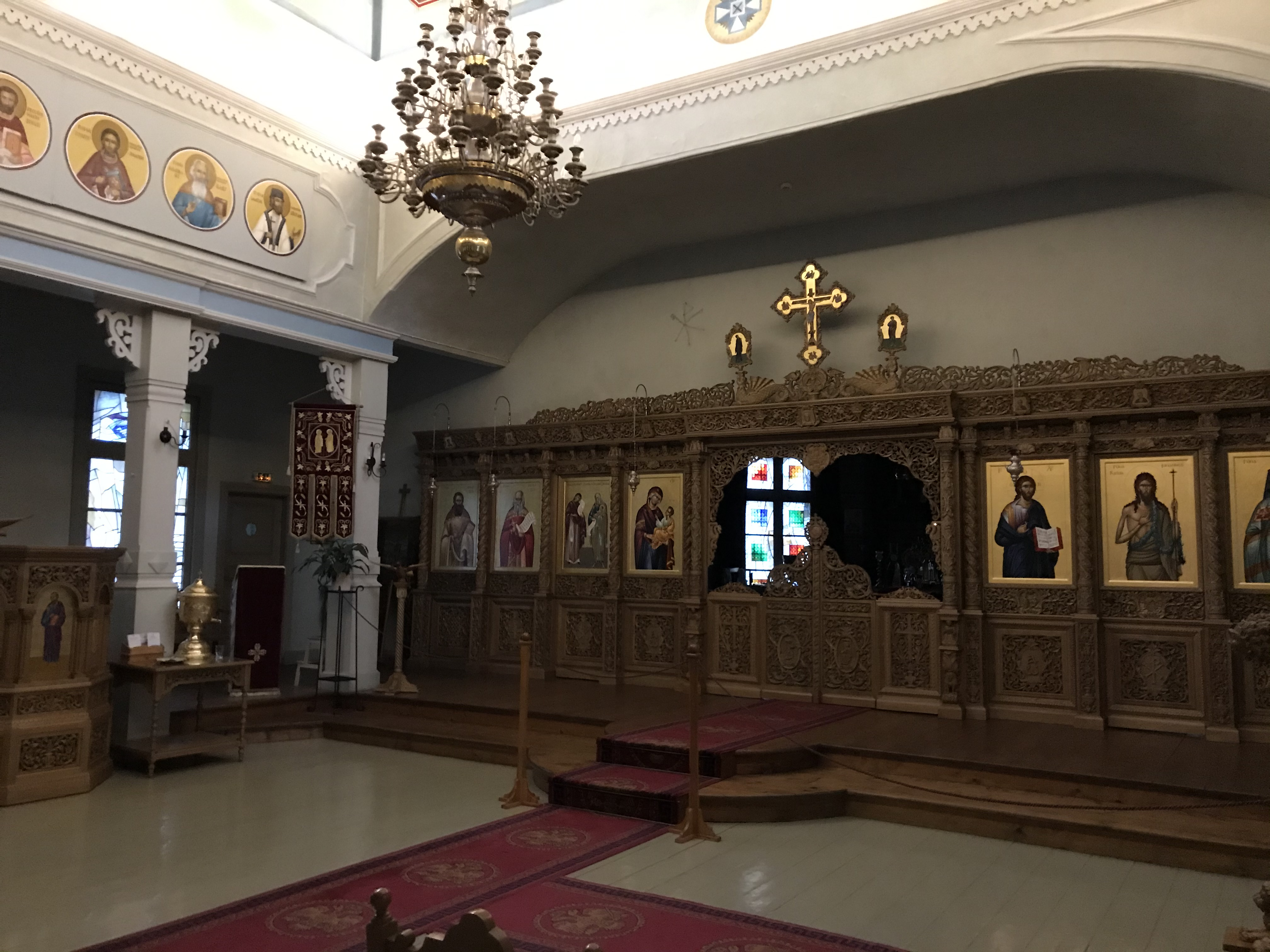
L’iconostase.